# Stuck on you
「stuck on you」（スタック・オン・ユー）は、伊藤由奈の4枚目のシングル。2006年8月9日発売。発売元はソニー・ミュージックレコーズ（現：ソニー・ミュージックレーベルズ）。

## 解説
- A面曲でのアップナンバーは伊藤初の試みである。1stアルバム『HEART』には未収録となった。
- 7万枚完全生産限定盤となっており、2ヶ月連続で発売される「losin'」とのダブル購入で「YUNA ITO 1st Invitation Live」に抽選で招待されるという特典がついている。
- イントロ／アウトロに流れる音声は伊藤由奈自身によるもの。友だちと電話で恋の話をしている事を想像しながら収録したという。[1]
- ビデオ・クリップはUVERworldや倖田來未などのPVを手掛ける久保茂昭監督によるもの。このPVで伊藤も初のダンスシーンを試みた。
- カップリング曲「These boots are made for walkin'」はナンシー・シナトラのヒット曲「にくい貴方」のカバー。
- 本作からカップリングにリミックスが収録されるようになる。
- 表題曲「stuck on you」はノンタイアップでシングル自体が生産限定と、セールスとしては決して好条件でなく、初動も1万枚を割る振るわない結果となった。（次回作「losin'」も同様に生産限定で1万枚を割っている。）

## 収録曲
1. stuck on you
（作詞：H.U.B / 作曲：田中隼人 / 編曲：Maestro-T）
2. These boots are made for walkin'〜にくい貴方〜
（作詞・作曲：Lee Hazlewood、Naomi Ford / 編曲：中塚武）
ダイハツ工業「COO」CMソング
3. These boots are made for walkin' -STUDIO APARTMENT Impulse Groove-
（リミックス：STUDIO APARTMENT）